# Алферьево (Ивановская область)
Алферьево — село в Тейковском районе Ивановской области России, входит в состав Большеклочковского сельского поселения.

## География
Село расположено на берегу реки Санебы в 5 км на север от центра поселения деревни Большое Клочково и в 10 км на северо-восток от райцентра города Тейково.

## История
Холодный каменный Благовещенский храм в селе сооружён в 1697 году на средства архимандрита Феодосия. Около 1809 года к южной стороне храма пристроен на средства прихожан придел с престолом в честь Казанской иконы Божьей Матери, в 1852 году церковь была покрыта железом вместо бывшей черепицы. Тёплая церковь Святителя и Чудотворца Николая по своему происхождению древнее Благовещенской церкви, но время основания её неизвестно. В 1783 году вместо бывшей деревянной церкви на средства прихожан была построена каменная церковь в честь Святителя и Чудотворца Николая. С 1882 года в селе существовало земское народное училище, помещавшееся в собственном доме. В годы советской власти Благовещенская церковь была полностью разрушена.
В конце XIX — начале XX века село являлось центром Пелгусовской волости Шуйского уезда Владимирской губернии. В 1859 году в селе числилось 44 двора, в 1905 году — 62 двора.

## Население
| 1859 | 1905 |
| ---- | ---- |
| 287  | 381  |

| 1859 | 1905 | 2010 |
| ---- | ---- | ---- |
| 287  | ↗381 | ↘54  |

## Известные жители
- Шмидт, Иван Степанович (1848—1897) — доктор медицины, предводитель Шуйского уездного дворянства (похоронен в селе).

## Достопримечательности
В селе расположена действующая Церковь Николая Чудотворца, за годы Советской власти подвергшаяся значительной переделке.